# 한국의 조각

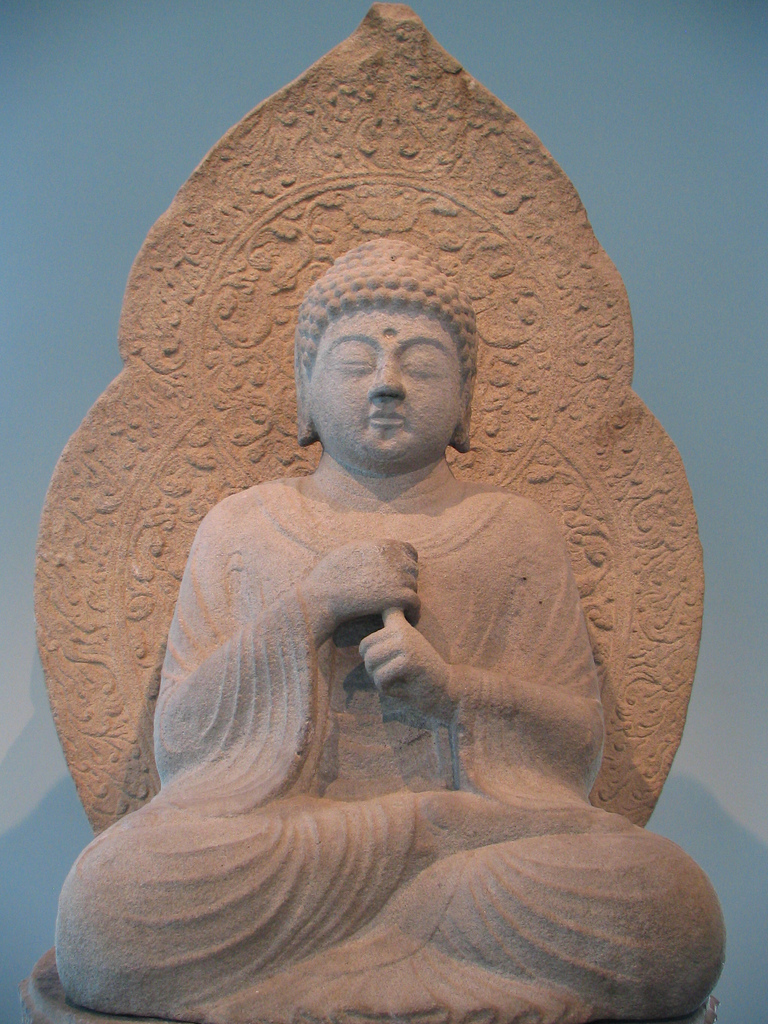
9세기 신라의 대표적인 불교
문화를 보여주는 석조 비로자나불 좌상. 사진 속 문화재는 국립중앙박물관 소장

한국의 조각(朝鮮彫刻)은 대한민국의 조각, 조선민주주의인민공화국의 조각 혹은 한국인의 조각을 말한다. 한국의 조각은 불교조각이 많다.

## 고구려의 조각
불상의 전래(佛像－傳來)
고대 조각의 발생과 발달은 근본적으로 불교에 힘입었다고 할 수 있겠는데, 우리나라에 불교가 전래된 상한(上限)은 대체로 4세기 후반으로 잡는다. 삼국 중에 최초로 불상을 전해 받은 나라는 고구려이며, 고구려의 소수림왕(小獸林王) 3년(372년)에 진왕(秦王) 부견(符堅)이 중 순도(順道)로 하여금 불상을 전달하게 했다.
백제는 이보다 12년 늦게 침류왕(枕流王) 원년(384년)에 동진(東晋)으로부터 호승(胡僧) 마라난타(摩羅難陀)에 의해 불법을 받고 불상을 만들기 시작했으며, 신라는 이들 양국보다 약 1세기 반이나 늦은 법흥왕(法興王) 15년(528년)에 이르러 주로 양조(梁朝)를 통하여 불교의 공인(公認)을 이루었으나, 그보다 약 1세기 앞선 눌지왕(訥祗王) 때부터 그 영토의 북방에서 이미 고구려를 통해 산발적으로 들어와 민간에 보급되었던 흔적이 보인다.
고구려는 지리적인 조건 때문에 제일 먼저 불교를 받아들여 불상을 제작했는데 오늘날 알려진 가장 오랜 것은 6세기경의 불상이다. 따라서 고구려의 본격적인 조상활동(造像活動)은 장수왕(長壽王) 15년(427년)의 평양 천도(平壤遷都) 이후에 이루어진 것으로 보이는데, 이 같은 불상 전래 이후의 오랜 공백기는 중국의 경우도 그렇지만 고구려의 다난했던 국정(國情) 때문인 것으로 생각된다. 현존하는 불상의 수가 삼국 가운데서 제일 적기는 하나, 고구려의 불상으로 보이는 3·4점의 금동불이나 사지(寺地)에서 발굴된 이불(泥佛)을 통하여 어느 정도 성격을 파악할 수 있다.
연가칠년명 금동여래입상(延嘉七年銘 金銅如來立像)
경상남도 의령군 대의면 하촌리 도로변에서 촌부(村婦)에 의해 발견된 이 명문(銘文)의 불상은 확실한 연대와 장소가 밝혀진 현존 최고(最古)의 고구려 금동불이라는 점이 주목된다. 대좌(臺座)와 부처 및 광배(光背)가 일체로서 주조되었고, 높이는 불신·광배 모두 합쳐 17cm의 크기에 불과하며 황백색의 도금(鍍金)이 거의 완전하게 남아 있다. 신부에 비해서 광배는 지나치다 할 만큼 큰 주형(舟形)이며, 직립한 불상 주변에는 와선군(渦線群)의 보주(寶珠) 모양이 표시되어 안쪽(內區)에 둥근 두광(頭光)을 가진 이례적인 불상 형식을 보인다. 광배의 바깥쪽에는 세련되지 못한 곡선 무늬가 음각되어 있는데, 중국 불상에서 볼 수 있는 화염문(火焰文)의 모방으로 보인다. 불상은 머리를 약간 앞으로 숙이고 세장(細長)한 얼굴에 고졸한 미소가 보이며, 양손은 이른바 여원시무외(與願施無畏)의 통식(通式)을 취했고 모두 반장(反掌)하고 있다. 신체의 중심부에서 약간 왼쪽으로 처진 의첩(依褶)과 왼손 위에 걸쳐진 옷자락은 6세기 전반에 중국 육조불(六朝佛)에서 볼 수 있는 수법이며, 옷주름은 좌우 대칭으로 전개되어 강직한 느낌을 준다. 대좌는 원형연좌(圓形蓮座) 위에 원추(圓錐)를 도치(倒置)한 듯한 형식이다. 연가(延嘉)는 고구려의 연호(年號)로 보이는데, 그 7년은 서기 539년(安原王 9년)쯤으로 추측된다. 전체적으로 북위불(北魏佛)을 모방한 양식이며, 이후의 고구려 불상의 기본형을 수립하고 있다고 할 수 있다.
신묘명 삼존불(辛卯銘 三尊佛)
황해도 곡산군 화촌면 봉산리 출토. 대좌가 없고 불신과 광배가 분리되었으며 소발(素髮)이고 크고 둥근 얼굴 등이 북조시대의 불상이면서도 고구려화된 면모를 보인다. 손의 형태는 통식을 따르나 법의(法衣)는 길게 아래로 내려뜨린 점이 특이하다. 명문에 의하여 상명(像名)은 무량수(無量壽)이며, 연대는 고구려 평원왕(平原王) 13년(571년)으로 추정된다. 높이 15.5cm(서울 金東鉉씨 소장품)
계미명 삼존불(癸未銘 三尊佛)
광배에 연호를 알리는 명문이 있어 귀중하나 출토지가 알려지지 않고 있다. 양식적으로 북위불(北魏佛)을 따르고 있어 고구려의 조각으로 추측한다. 당초문(唐草紋)의 두광은 신묘명불과 같은 형식을 취하고 있는데 외구(外區)의 화염문은 혼란스러운 각와문(刻渦紋)으로 되어서 오히려 연가명불의 형식에 가깝다. 본존불의 경우에도 의첩의 처리는 군의(裙衣)자락, 미소를 띤 표정 등이 연가불과 통하며, 높이는 다르나 원통형이며 모자처럼 생긴 대좌기부(臺座基部)도 비슷한 점이 있다. 명문의 계미(癸未)는 서기 563년으로 추측되어 양식적으로 전기 연가불과 신묘불의 중간에 드는 것이라 하겠다.(澗松 미술관 소장품)
금동미륵보살반가상(金銅彌勒菩薩半跏像)
1940년경 평양시 평천리의 사지(寺址)에서 출토했으며 고구려의 반가사유형상(半跏思惟形像)으로 현존하는 불상의 두 개 가운데의 하나이다. 원형대좌 위에 반가좌(半跏坐)한 미륵보살로서 전체의 높이 17.5cm, 출토지가 확실한 유품이며, 당시의 삼국에서 유행하던 이 양식의 고증을 위해 귀중한 자료가 된다. 상반신은 전라(全裸)이며 머리에 간단한 관모를 썼고 얼굴은 몸에 비해 크고 풍만하며 감정이 흐르고 전체적으로 훌륭한 모델링을 보인다. 이러한 상반신에 비해 하반신은 어딘지 경직감(硬直感)이 보이며 무릎 밑의 의첩은 좌우로 벌어짐이 없이 수직으로 내려와서 그 끝부분이 등자형으로 되었는데, 육조 말기의 중국 불상의 양식과 비길 수 있다. 대체로 6세기 후반의 불상이 아닌가 추측된다.(金東鉉씨 소장품)
이불(泥佛)
1937년 평양 서남방 30km인 평안남도 평원군 덕산면 원오리 폐사지에서 출토된 각종 전불(塼佛)로 도합 204개나 채집되었는데, 고구려 초기 불상의 정형(定型)을 밝혀준 유물로서 제작지가 확실한 점 등이 중요한 의의를 갖는다. 모두 거의 같은 시대에 만들어진 것으로 생각되며, 그 종류는 보살입상(菩薩立像)·여래입상(如來立像)의 두 가지로 구분된다.
여래입상들은 추정 높이 19.5cm쯤 되며, 앞의 반신만을 외틀(片範)을 써서 만들어냈고, 뒤쪽 반신은 나뭇조각 같은 것으로 대강만 다듬고 표면에 다시 흰색과 주색(朱色)을 칠한 흔적이 남아 있다.
한편 보살입상들은 추정 높이 17cm 정도쯤 되며, 중국의 북위(北魏) 석굴불상에서 보는 따위의 특이한 높은 관모를 쓰고 있다. 그 얼굴은 신묘불같이 고구려화된 것이고 6세기 중엽의 북제불(北齊佛)의 영향이 보이며, 대좌의 연판(蓮瓣)은 연가불이나 백제불과도 통한다. 6세기 중엽 이후의 조각으로 추측된다.

## 백제의 조각
백제의 미소(百濟－微笑)
백제의 조각은 대체로 불상에 국한되는데 고구려의 경우와 마찬가지로 중국의 육조시대 불상양식을 따른다. 그러나 고구려가 북조(北朝)의 영향을 받고 있는데 대해 지리적·정치적인 관계로 백제는 남조(南朝)의 영향을 받고 있어 매우 자연주의적이며 온아한 정서와 인간적인 친밀감을 주는 것을 특색으로 한다. 이러한 백제불의 특색을 단적으로 반영하는 것이 이 '백제의 미소'이다. 직립한 체구나 의대(衣帶)·의문(衣文) 등은 대단히 근엄한 인상을 주는 것과 대조적으로 유독 얼굴만은 특유한 미소를 띠고 있어 고구려나 신라의 불상과 구별된다.
군수리 폐사지 출토 금동보살입상(軍守里廢寺址出土 金銅菩薩立像)
충청남도 부여 군수리의 폐사지에 있는 목탑지 중심 초석 밑에서 발견된 높이 11.5cm의 소불. 삼존불의 광배(光背)에 붙었던 협시(協侍)임이 분명한데 삼원상(三圓狀)의 보관을 썼고 보발은 양 어깨 위에 고비 모양으로 드리워졌으며 천의(天衣)는 앞쪽에서 X자형으로 교차되어 좌우로 날개처럼 뻗었다. 대좌는 반원형의 간소한 복연대좌(覆連臺坐)이고 눈은 행인목(杏仁目)으로서 입가에 간신히 풍기는 고졸(古拙)의 미소, 이른바 백제의 미소와 함께 금빛과 청수색(靑銹色)이 조화되는 삼국시대 보살입상의 전형적인 양식을 보인다.(국립박물관 소장)
군수리 출토 납석제 여래좌상(軍守里出土 蠟石製如來坐像)
높이 13.5cm의 소불이지만 긴장미 없는 얼굴과 자세에 백제불의 특색이 잘 나타나 있다. 두 손을 가슴에 모으고 앉은 자세에 고식(古式) 전통이 남아 있으나 대좌의 전면을 덮는 상현좌(裳懸坐)의 의습(衣褶)은 북위(北魏)의 용문석굴(龍門石窟) 양식을 충실히 따르고 있으며 그 연대는 6세기 말경으로 추측된다.(국립박물관 소장)
부여 규암면 출토 금동보살입상(扶餘窺岩面出土 金銅菩薩立像)
1907년에 부여 규암면에서 출토된 불상이며 7세기 전반 이후의 백제불의 양식을 잘 반영하고 있다. 이 시기의 백제불들은 종래의 남조식 유형을 견지하고는 있으나 초당불(初唐佛)의 영향을 받아 허리를 비틀고 활발해지는 경향을 보인다. 이 불상은 둥글고 넓고 미소를 띤 양불(梁佛) 그대로의 얼굴에 삼화관(三花冠)을 썼고 둔부(臀部)를 왼쪽으로 내밀어 체중을 왼쪽 발에 전담시키고 있는 자세도 새롭거니와 그 기법도 커다란 비약을 보인다.(부여박물관 소장)
삼양동 출토 관음보살입상(三陽洞出土 觀音菩薩立像)
1966년 서울 삼양동에서 출토한 높이 20cm의 금동불. 온화하고 풍만한 얼굴과 예리하면서도 부드러운 각법(刻法)이 백제불의 범주에 들어갈 것임을 말해 준다. 아래로 늘어진 상하 이조(上下二條)의 천의와 넓게 드리워진 경식(頸飾)등, 시대는 대략 600년대임을 시사한다.(국립박물관 소장)
금동미륵반가상(金銅彌勒半跏像)
높이 94cm의 이 불상은 한국 불상 중 최대 걸작의 하나일 뿐만 아니라 종래의 정면관(正面觀) 위주의 조각 양식을 탈피하여 완전한 입체조각의 요소를 구현하고 있다는 점에서 높이 평가된다. 출처 불명이기 때문에 어느 나라의 조각품인지는 규명되고 있지 않으나 전체의 인상이 백제의 전통과 어느 정도 합치되므로 백제의 불상으로 봄이 타당할 듯하다. 얼굴의 형이나 몸집, 예리하면서 활기 있게 약동하는 의습의 모습 등이 특히 이 점을 뒷받침해 주고 있으며 풍만한 신체라든가 목에 나타난 삼도(三道)를 고려하여 연대는 대략 600년대 초기의 것으로 추정된다. 이 불상이 가지는 수구장신(瘦軀長身), 갸름한 얼굴과 단정하고 근엄한 자세에서 오는 형언할 수 없는 신비스러운 아름다움은 간결하고 고졸한 의문(衣文)의 특징과 함께 그 시대 양식을 잘 반영하고 있으며 보관의 양식과 양어깨에 드리워진 보발, 그리고 의습(衣褶)등이 매우 도식적인 표현을 보인 반면에 단아한 얼굴과 두 손가락의 부드러운 감각은 신비스러운 생명감을 느끼게 한다.
반가사유형식의 기원 및 전개(半跏思惟形式－起源－展開)
연화대(蓮華臺) 위에 걸터앉아 오른쪽 다리를 왼쪽다리 위에 포개얹고 살며시 숙인 얼굴을 오른손으로 가볍게 괸 채 명상에 잠긴 모습은 당시 성행하던 반가사유상의 일반적인 양식이다.
이 양식의 기원은 삼국시대에 인도의 산치 문(Sanchi門), 또는 간다라 조각의 일부에 표현된 불타 본존(佛陀本尊)이 아닌 방립인물(傍立人物)들의 휴식하는 자세나 자유로운 자세에서 유래된 것으로 알려진다. 그 후 이것이 보살불상의 한 조각 양식으로 발전되기까지의 단계는 중국의 윈깡석굴사(雲崗石窟寺)에 남겨진 북위(北魏) 조각 협시불(協侍佛)에서 과도기적인 형식을 찾아볼 수 있으며, 6세기경에 다시 독립된 반가사유상으로 완성된 후 우리나라 삼국시대에 전래되어 대략 7세기경부터 주로 신라에서 그 형식이 정리되고 세련된 아름다움으로 발전한 것이라고 볼 수 있다. 이 양식은 다시 일본으로 건너가 아스카시대(飛鳥時代) 불상조각의 터전을 만들어 주었음은 물론이다.
백제관음(百濟觀音)
일본 나라(奈良)의 호류사에 있는 아스카시대에 만들어진 목조관음입상(木造觀音立像). 높이 2.8m의 채색한 관음상으로서 백제관음이라는 이름이 붙여진 이유는 백제의 귀화인(歸化人)에 의해 만들어졌다고 추측되기 때문이며, 백제의 조각이 일본 조각에 공헌한 하나의 예라고 할 수 있다.
마애석불(磨崖石佛)
바위에 직접 불상을 새기는 방법은 7세기 전반부터 백제에서 시작되었는데 이는 외래문물에 대한 민감성을 말한다. 현존하는 백제의 마애불로서는 1958년에 발견된 충청남도 서산 용현리(瑞山 龍賢里)의 마애석불과 태안(泰安)의 마애석불이 잘 알려지고 있다. 용현리의 마애석불은 계류(溪流) 가까운 산등성이 화강암 벽에 새겨진 석가삼존(釋迦三尊)이며, 본존과 관음보살은 입상이지만 미륵보살은 반가상으로 되어 있다. 본존은 높이 2.8m로서 눈을 크게 뜨고 쾌활하게 웃는 모습이 인상적인데, 남조의 양식이 여실하지만 의습이 많이 형식화되고 어딘지 경화(硬化)된 관음보살 의습이며 그 연대는 백제말기로 추정된다. 태안의 마애석불은 바다에 면한 산 위의 큰 암벽에 새겨졌는데 용현리의 마애석불보다 한층 입체적으로 표현되고 체구도 당당한 모습이다. 좌우에 두 여래입상을 두고 중앙에 보살입상을 배치한 기이한 삼존불로서 수(隋)·초당(初唐) 불상과 통하는 점이 있고 역시 연대는 7세기 전반으로 믿어진다.

## 고신라의 조각
불상조각(佛像彫刻)
고신라의 조각이 언제 어떠한 형태에서 시작되었는지는 분명하지 않다. 간혹 경주 부근의 고분에서 출토되는 기마인물형(騎馬人物形) 토기나 주형(舟形) 토기를 비롯한 각종 상형 토기 혹은 토우(土偶)에서 조각적인 일면을 볼 수 있으나, 이들은 조각이라기보다 공예적인 성격이 강하므로 일반적으로 조각에서는 제외되고 있다.
그렇다면 고신라의 조각을 불교 전래 이후 불상이 조성되면서부터 시작되었다고 보아야 하겠다. 법흥왕대에 불교가 공인된 후(528) 계속 조사(造寺)의 기록이 있으니 불상의 조각 또한 이에 따랐을 것이다. 그리고 고신라기의 불상으로 현존하는 예는 매우 드물고 때로는 제작 연대에 관하여 혹은 고신라기로 혹은 통일신라기로 견해의 차이를 보이는 수도 없지 않다.
삼국시대 신라의 불상조각이 다분히 중국의 양식을 따르고 있음은 외래종교인 불교 수용 이후 조상에 있어 독자적인 해석에 의한 제작에까지 이르기에는 시간적 여유가 없었음에 기인한다고 생각되며, 신라보다 앞서 불교를 받아들인 백제의 조상양식과도 밀접한 관련이 있음도 아울러 지적하게 된다. 한편 기록에 의하면 몇몇 중요한 작례를 남기고 있으니 먼저 기록에 나타난 바를 일관할 필요가 있겠다.
황룡사 장륙상(黃龍寺 丈六像)
그 규모는 <삼국유사> 3권에 무게가 3만5천근이며 금 1만198푼으로 본존상을, 철 1만2천근, 금 1만138푼으로 양협시 보살을 구성하였다고 하며 <삼국사기> 진흥왕 35년조에도 같은 기록이 있다. 황룡사 금당지에 있는 큰 돌 3개는 곧 장륙 3존상의 대좌로 추정된다. 이 대좌로 하여 추리하건대 유례없는 거대한 입상(立像)이 있었으리라고 생각된다.
문경 대승사 사불산 사면불 <삼국유사> 3권 사불산조에 다음과 같은 기록이 있다. "진평왕 9년 갑신에 모양이 4면이며, 그 면마다 여래를 조각하고 모두 붉은 비단으로 싼 큰 돌 하나가 홀연히 하늘에서 이 산 위에 떨어지니 왕이 이를 듣고 그곳까지 거동하여 우러러 공경하고, 드디어 바위 옆에 절을 짓고 대승사라 하였다." 대승사 후면 산정에는 일대 암반이 있고 그 중앙에 방형대석(方形大石)이 있어 사면에 불상이 조각되었으나 지금은 마멸이 심하여 조각의 세부를 보기 힘들다. 과연 이 사면불이 진평왕 9년의 소작인지는 확언하기 어려우나 고기록에서 볼 수 있는 유적이라고 하겠다.
영흥사 소상(永興寺 塑像)
<삼국유사> 3권의 원종흥법조(原宗興法條)에 "국사에 말하기를 건복 31년 영흥사소상이 스스로 무너지더니 얼마 안 되어 진흥왕비 비구니가 돌아갔다(國史云 建福三十一年 永興寺塑像自壞未幾 眞興王妃比丘尼卒)"라 하여 영흥사에 소상이 있었음을 알리고 있다. 이 소상의 규모나 양식에 관하여는 더 이상 기록이 없으나 조성 연대에 관하여는 법흥왕을 가리켜 "절을 짓고 불상을 만든 주인(創寺立像之主)"이라 하여 고신라의 기록에서 찾을 수 있는 가장 오래된 조상 기록이라고 하겠다.
흥륜사 미륵상(興輪寺 彌勒像)
넷째 <삼국유사> 3권 생의사석미륵조(生義寺石彌勒條)에 "진지왕 때가 되었을 때 흥륜사의 중 진자가 매양 법당 미륵상 앞에 나아가 발원하기를" 운운의 기록이 있어 규모·양식·재료 등이 불명이기는 하나 일찍이 흥륜사에 미륵상이 있었음을 알 수 있다.
생의사 석조미륵상(生義寺 石造彌勒像)
<삼국유사> 3권 생의사석미륵조(生義寺石彌勒條)에 다음과 같은 기록이 있다. "선덕왕 때 중 생의가 항상 도중사에 머물러 있었는데, 하루는 꿈에 한 중이 남산으로 인도하여, 한 곳에 풀로 표를 하게 한 다음, 산 남쪽 동리에 이르러 말하기를 '내가 이곳에 묻혀 있으니 청컨대 나를 산 위에 옮겨 주시오' 하였다. 꿈을 깨자 친구와 표한 곳을 확인하고 동리에 이르러 땅을 파보니 돌미륵이 있어 산 위에 안치하였다. 때는 선덕왕 12년 갑진이고 절을 짓고 사니 후에 생의사라 하였다"
양지사(良志師)
<삼국유사> 3권 <영묘사장륙조(靈妙寺丈六條)>에 "선덕왕이 절을 짓고 소상을 만든 인연은 양지법사전에 자세히 실려 있다(善德王創寺塑像因緣 具載良志法師傳)"라 하고, 동 4권 <양지사석조(良志師釋條)>에 "중 양지는 조상이나 출신지가 자세하지 않고 다만 그 행정이 선덕왕 때 나타나 있을 뿐이다. － 중략 － 영묘사 장륙삼존, 천왕상, 법당과 탑의 기와, 천왕사 탑 밑의 팔부신장, 법림사 주불삼존, 좌우금강신 등은 모두 그가 만든 것이다. 영묘·법림 두 절의 사액을 쓰고 또 일찍이 작은 전탑을 만들고 아울러 삼천불을 만들어서 탑 속에 안치하였다."라고 하였다. 이 기록에 의하여 고신라시대 조불사로서의 양지사가 있었음을 알 수 있는데, 그는 소조불·와·전의 기술자로서 고신라조기 조불사로 이름을 남긴 굴지의 인물인 듯하다. 그의 소조로는 삼존상·천왕상·팔부신장상·금강신상 따위 여러 가지 불상이 있었음을 알 수 있다.
또 일찍이 삼천불을 조상하였다고 하니 그는 고신라기의 주목되는 조각가였던 듯하다. 소상이 손상을 입기 쉬우나 지금 그 흔적도 찾을 수 없음은 애석하다.
김양도의 미륵삼존(金良圖－彌勒三尊)
<삼국유사> 3권<밀본최사조>에 다음과 같은 기록이 있다. "양도는 이로 인해 불교를 독실히 믿어 일생동안 게을리하지 않았다. 흥륜사 법당에 미륵상과 좌우보살을 소성하고 법당을 금칠로 채웠다"이 기록은 선덕왕시의 승상 김양도에 관한 신주설화 끝에 있는 말이다. 즉 김양도가 흥륜사의 미륵삼존을 소성하였음을 알 수 있으나 이 또한 지금 그 존용을 대할 수는 없다. 여기의 미륵삼존은 진자(眞慈)가 예배하던 흥륜사 미륵상과 동일한 상으로 생각된다.
현존 고신라의 불상(現存 古新羅－佛像)
현존하는 고신라의 조각에는 석불·동불이 있고 장륙상 같은 거작이 없고 소불(塑佛)은 하나도 남은 것이 없다. 금속제나 소조의 불상이 파손되기 쉬운 데 비해 석조물이 비교적 내구성이 있는 까닭이었으리라고 생각된다. 이하 현존하는 불상의 예를 보면 다음과 같다.
- 석불

1. 삼화령 미륵삼존상(三花嶺彌勒三尊像)－7세기 중엽(644)의 조성으로 추정되는 이 삼존상은 전기한 바와 같이 <삼국유사>에 보이는 <생의사 석미륵(生義寺石彌勒)>에 비정(比定)되고 있으며 본존은 높이 5.35척, 양협시(兩協侍)는 각각 3.25척과 3.4척이다. 원래 경주 남산 장창곡(長倉谷) 부근 산상의 퇴락된 석실에 있었던 것을 1925년 산밑의 탑동(塔洞) 민가에 옮겨놨다가 다시 경주 박물관으로 이관한 것이다.

삼존은 모두 단신으로 미소의 동안이나 체구와 의문 등에서 삼국 말기의 특징이 잘 나타나 있음을 본다. 더욱이 본존상은 원각상으로는 유일한 의상(倚像)이라는 점에서도 주목된다.
1. 분황사석탑 인왕상(芬皇寺石塔仁王像)－분황사석탑의 건립이 선덕왕 3년(634)이라는 기록에 의하여 이 인왕상(仁王像)은 연대가 확실한 작품으로 주목된다. 사면 감실에 양구씩 8구가 남아 있으나 모두 파손되고 있다. 아직도 당 이전의 양식이 남아 있기는 하나 지체나 의문(衣紋)의 자유로운 표현은 조각수법의 일보전진을 느낄 수 있다.
2. 경주 남산 불곡마애여래좌상(慶州南山佛谷 磨崖如來坐像)－제작연대가 6세기말로 추정되는 이 마애불은 석감(石龕)을 판 속에 조각하였다. 머리는 앞으로 약간 숙였고, 두 눈은 거의 감은 듯 명상에 잠긴 모습이다. 두 손은 법의에 가려 보이지 않으나 앞에서 마주잡고 있는 듯하며 특히 법의의 앞자락이 대좌(臺座) 앞으로 흘러 내렸고 의첩(衣褶)을 대칭적으로 나타내어 당 이전의 양식이 뚜렷이 나타나 있다.
3. 경주박물관 석조여래좌상(慶州博物館 石造如來坐像)－경주시 인왕리에서 이안(移安)한 이 석불은 불신·광배(光背)·대좌를 일석(一石)으로 조성한 조그마한 석불이다. 소발(素髮) 위의 육계는 크고 두꺼운 눈두덩 때문에 눈은 거의 감은 것 같다. 입은 파손되었으나 미소가 뚜렷하고 수인(手印)은 통인(通印)이다. 두 팔에 걸친 두꺼운 법의는 굵은 평행선을 이루면서 두 무릎 사이에서 U자형을 이루었고 하단은 대좌 밑으로 내려와 대칭적인 의첩을 나타내었다. 광배에는 원형두광이 있으나 파손이 심하다. 비록 작은 작품이기는 하나 조각의 각부에서 삼국불(三國佛)의 특징이 뚜렷이 나타나 있다.
4. 경주 배리 석불입상삼체(慶州拜里石佛立像三體)－삼체의 석불은 현 위치에서 남산을 향하여 약간 올라간 곳에 따로 따로 전락되었던 것을 이안한 것으로 원래부터 삼존을 이루었는지는 확실하지 않다. 모두 짧은 체구이며 동안의 미소나 장신구의 표현수법 등은 삼국불의 특징이 잘 나타나 있다. 특히 향좌측 보살상의 어깨에서 흘러내린 영락대(纓珞帶)는 중국 수불의 영향이 뚜렷이 나타나 있다. 모두 단구이면서도 무거운 양감을 나타내고 있다.
5. 신선사 마애조상군(神仙寺磨崖彫像群)－경북 월성 우징곡(雨徵谷)에 높이 30m에 가까운 대석굴이 있고 그 암벽에 높이 8.2m의 거대한 여래상을 비롯하여 10구의 불상을 조각하였다. 모두 고졸한 조각형식으로 보아 삼국시대 불상임이 분명하다. 다른 암벽에는 <경주상인암조상명기(慶州上人巖造像銘記)>라는 400자에 가까운 명문이 조각되어 불상의 조각수법과 아울러 귀중한 작품이다. 이 조각군이 있는 산은 곧 단석산(斷石山)으로서 김유신(金庾信) 장군이 수도하던 곳이므로 이 석굴이 곧 장군이 수도하던 곳으로 추정되기도 한다.

- 금속불

1. 금동보살입상(金銅菩薩立像)－간송미술관(澗松美術館) 소장(所藏)으로 경남 거창 출토라고 전한다. 복부 밑으로 내려온 원반(原盤)을 중심으로 목에서 내려온 영락대가 교차하여 양측으로 확대되는 형태, 의단이 상징적으로 여러 단 밖으로 확대된 형식, 짧은 목걸이, 삼도(三道)가 없는 목 등 모두 중국불을 모방한 삼국시대 불상의 특징을 잘 나타내고 있다. 다만 안면의 표현이 일반 삼국불(三國佛)의 존용과 전혀 다른 점이 주목되고 있다.
2. 금동미륵반가상(金銅彌勒半跏像)(국립박물관)
3. 방형 대좌 동제 미륵반가상(方形臺座銅製彌勒半跏像：德壽宮美術館藏)
4. 금동 미륵반가상(金銅彌勒半跏像：慶北 安東出土)－이상의 3상은 삼국시대에 유행을 본 미륵반가상 중 대표작들이다. 국립박물관의 반가상을 제외하고는 모두 20cm 내외의 소상들이다. 머리를 숙이고 부안(府眼)하여 명상에 잠겨 있다. 오른손을 들어서 손가락을 가볍게 뺨에 대고 있음은 공통된 반가상의 특징이다. 얼굴은 긴 편이며 목에는 삼도가 없고 짧은 목걸이를 걸고 있다. 대좌를 덮은 의문은 북위불(北魏佛)을 따르고 밑으로 내린 좌족(左足) 밑에는 연화족좌(蓮花足座)가 따로 표현되었다. 국립박물관의 반가상 (②)은 특이한 보관을 썼고 천의는 무릎 위에서 X자로 교차되었으며 또 하나의 반가상 (③)은 무릎 위의 조그마한 화바늘 중심으로 목에서 시작된 2줄기 영락대(纓珞帶)가 교차되어 밑에서 확대되었고 최하의 방형대좌에는 각면에 이좌식(二座式)의 고식(古式) 상안(象眼)이 투각되었음이 특징이다. 3상 모두 근엄한 가운데 미소를 띠고 있음은 삼국시대 불상의 가장 특징적인 표현이라 할 것이다.
5. 황룡사지 출토 금동보살 두부(黃龍寺址出土金銅菩薩頭部)－두부만이 남아 있으나 삼국기 금속불상으로서는 현존 최고의 걸작이다. 큼직한 육계와 덕수궁미술관 반가상에서와 유사한 삼산관, 그리고 가늘게 뜬 눈이나 조그마한 입가의 미소는 무한한 불성(佛性)을 나타내어 내재한 신비로움을 남김없이 표현하는 데 성공한 걸작이다.
6. 금동관음보살입상(金銅觀音菩薩立像：國立博物館藏) － 서울삼양동에서 출토된 금색이 찬란한 보살상이다. 머리에는 높은 보관을 쓰고 그 정면에는 화불(化佛)이 있다. 목에는 삼도(三道)가 없고 왼손에 정병(淨甁)을 들고 있다. 천의(天衣)는 가볍게 두 팔에 걸쳐 있고 밑에서는 약간 옆으로 퍼져 있다. 출토지가 분명한 중요한 불상이다.
7. 기타 금속불(其他 金屬佛)－각 지방에서 출토된 소

## 통일신라의 조각
불교조각의 변천(佛敎彫刻－變遷)
통일신라시대에는 석조·동조 및 소조(塑造) 등 각종 불상이 만들어졌는데 이의 변천을 개관해 보면 배리삼존불(拜里三尊佛)이나 경주박물관 삼존불 따위에서 보이던 7세기 중엽의 사등신(四等身)의 속박에서 풀리는 한편, 이에서 시작된 신체굴곡의 표현이 점점 더 발전해 나가 그것이 8세기 중엽의 석굴암조각을 고비로 하여 차츰 형식화되고 경화되는 방향으로 흐른다. 특히 석굴암 이후로는 불상의 얼굴에서 인간다운 점이 후퇴하고 틀에 박힌 공식화된 불(佛)의 얼굴이 성행하게 되는 것도 큰 변화라고 하겠다. 또 재료상으로는 석불(石佛)과 동불(銅佛)이 전 시기에 걸쳐 많이 만들어졌으나 동불은 8세기 후반 이후로는 대형(大形)은 줄어들고 그 대신 9세기부터 철불(鐵佛)이 만들어지기 시작하고 있다. 석불도 8세기까지는 원각(圓刻：full round)이 많이 만들어졌지만 9세기부터는 기술의 퇴화, 열의의 부족 등으로 만들기 쉬운 마애불(磨崖佛)로 차츰 유행이 바뀌게 되었다. 이들 9세기 이후의 불상들은 얼굴이 우울해지며 굳어지고 있는 것이 눈에 띄고 고려 이후 불안(佛顔)의 기본형을 만들고 있다. 또 주조술상으로 보면 8세기까지는 소위 실납법(失蠟法：lost－wax method, cire perdue)을 써서 속이 비고 세부가 예리하지만 9세기가 되면 편면범(片面範) 또는 음범(陰範)에 그대로 용동(溶銅)을 부어 괴량감(塊量感)이 적은 편평중실상(扁平中實像)을 만들고 의습(衣褶)은 끌로 파서 표현하고 있다.
십이지신상(十二支神像)
통일신라의 조각은 이 시대의 무덤이 평지에서 언덕으로 옮겨가면서 분묘에 석인(石人)·석수(石獸) 및 십이지신상을 배열하는 풍조가 일어나게 되었고 이 방면의 조각이 발달하였다. 십이지(十二支)는 방위(方位), 시간 등 우주의 공간적인 한계, 시간적인 한계를 상징하는 신적인 존재라 하겠으며 중국에서는 부장품으로서의 명기(明器), 묘지(墓誌)의 장식 등으로 수형(獸形) 또는 수두인형(獸頭人形)으로 표현하였는데 특히 도교(道敎)가 성행한 당대(唐代)에 유행하였다. 이러한 십이지를 호석(護石)으로 조각하여 분묘를 돌린 것은 순전한 신라인의 창안(創案)이라 할 수 있겠는데 가장 빠른 것이 현재로는 김유신 묘(金庾信墓：673)의 십이지석상이다. 그외에 석인·석수를 동반하고 십이지를 배치한 흥덕왕릉(興德王陵：737), 괘릉(掛陵), 그리고 불국사역(驛) 앞에 있는 구정리방형분(九政里方形墳) 등이 십이지의 조각으로 알려지고 있다.
사천왕사지 녹유전상(四天王寺址 綠釉塼像)
경주시 남쪽 교외 배반리의 사천왕사지에서 출토한 이 전불(傳佛)은 탑의 벽에 감입하였던 것으로 원래는 평방 약 80cm, 두께 8cm 정도의 전으로 생각되며 지금은 파손되었지만 마귀를 누르고 앉은 사천앙의 모습이 힘차게 나타나 있다. 모든 세부(細部는 당대(唐代)의 사천왕을 모방한 것이 틀림없으나 당의 조각에서와 같은 불균형한 지체(肢體), 어색한 근육표현이 여기서는 완벽에 가깝도록 발전했으며 뛰어난 각공(刻工)의 솜씨가 엿보인다.
감은사지 사천왕동상(感恩寺址 四天王銅像)
월성(月城)의 감은사지 서삼층석탑(西三層石塔)의 금동제 사리함 바깥벽에 칠(漆) 같은 접착제로서 붙인 것이며 정교한 음(陰) 틀을 사용한 주상(鑄像)이다. 높이 21.6cm의 소상(小像)이지만 안면, 근육, 갑주(甲胄)의 세부 등이 예리하고 세심하게 나타나 있는데 사천왕사지 전상과 통하며 당의 용문봉선사(龍門奉先寺) 조각에서도 볼 수 있는 양식이다. 이 조상의 얼굴이 동양인이 아니고 중앙아시아 이란계(系) 사람의 형상인 것이 주목되는데 아주 캐리커처한 모습으로 표현되었다. 이 사천왕의 얼굴들을 호인(胡人)으로 만든 것은 중앙아시아 출신의 군인들이 당의 군대에서 용맹을 떨쳤기에 이 용맹의 상징으로 왕릉의 무석(武石)에 채용한 것으로 추측된다. 한편 여기 사리함 안에서는 아주 소형이기는 하지만 체구와 동작에 부자유스러운 점이 없이 동세(動勢)가 잘 표현된 주악천녀(奏樂天女)의 상이 반출(伴出)되고 있다.
군위 아미타삼존석불(軍威 阿彌陀三尊石佛)
경상북도 군위군 악계면 남산동의 팔공산(八公山) 연봉 북쪽 기슭에 있으며 1962년 9월 22일에 발견되었다. 지상으로부터 약 6m 높이의 천연적인 암벽을 뚫어 만든 석굴(石窟)에 안치된 이 석불은 중앙의 본존좌상(本尊坐像)이 높이 2.88m, 오른쪽으로 향한 관음입상(觀音立像)이 1.8m, 왼쪽으로 향한 세지보살(勢至菩薩)이 높이 1.8m이며 모두 무거운 양감과 함께 침울한 위엄을 보이려는 느낌이 든다. 본존불은 긴장된 엄숙한 얼굴이며 납작한 코와 짧은 목이 더욱 친밀감 없는 우상(偶像)으로 만든다. 보살들의 안면 역시 코 밑을 처리 못하는 고졸한 생경감이 엿보이며 몸은 삼곡(三曲)이 보이지만 부드럽지 못하고 남자가 여장(女裝)한 듯한 딱딱한 인상이다(三曲 Tribhanga·印度의 불상에서 시작하여 唐의 天龍山石窟에서 많이 나타나는 불상형식으로 허리를 비튼 모양) 이 무거운 장엄함과 기념비적인 성격은 타산석굴(駝山石窟) 같은 수대(隨代)의 조각에서 출발하고 있음이 분명하다. 그러나 본존불의 대좌 앞에 늘어진 천의(天衣)의 주름은 북위(北魏)의 용문석굴(龍門石窟) 같은 데서 흔히 보는 특색있는 수법에서 발전해 온 형식이며 보살들의 목에도 당의 성기(盛期) 불상에서 보는 따위의 두터운 삼도(三道：세줄기 주름)와 기다랗게 늘어지는 경식(頸飾)이 감겨 있다.
경주 굴불사지 사면석불(慶州掘佛寺址 四面石佛)
7세기 말경의 작품으로 추측되며 거대한 화강암의 바윗덩어리 네면에 새겨진 양가보살상(陽刻菩薩像)이다. 부드러운 육체의 굴곡과 감촉은 석굴암의 조각을 연상케 하나 얼굴의 모습이나 몸집 같은 데서 인도적(印度的)인 감각과 인상을 느끼게 하여 주목된다.
연기지구 발견 석조상(燕岐地區發見 石造像)
충청남도 연기군 전동면 다방리 비암사에서 발견된 납석제비상석(蠟石製碑像石) 3개와 조치원(鳥致院) 근교의 서광암(瑞光庵)에서 발견된 삼존천불비상(三尊千佛碑像) 1개. 그리고 연기군 서면 월하리 연화사(西面 月下里 蓮花寺)의 비상 2개는 재료나 수법 등이 거의 흡사하여 하나의 동일한 지방양식을 이루고 있다. 이들 석상은 중국에서 유행한 공양석상(供養石像)으로서 원각상(圓刻像)을 만드는 대신 다수의 불상을 부각(浮刻)하고 명문을 새기며 개석(蓋石)을 씌워 사원의 경내에 안치했던 것이다. 연기의 석상들은 높이 40-50cm 정도의 광배형(光背形) 또는 장방형의 갈색 납질편암(褐色蠟質片岩：Talc－schist)으로 만들었고 반가상(半跏像)·아미상(阿彌像) 등과 기타 여러 가지 불상 및 보살상들을 부각하고 있으며 모두 마멸이 심해 자세한 조각의 특징을 고찰하기 힘드나 부드러우면서도 경화된 경향이 남아 있고 도상(圖像) 자체가 신라 조각의 주류를 벗어나서 이 지방에 남아 있던 백제 조각의 전통을 이어받고 있음을 시사한다. 7세기 후반의 조각품들이다.
감산사 석조아미타입상 및 미륵입상(甘山寺 石造阿彌陀立像－彌勒立像)
경주의 감산사에서 출토한 연대가 확실한 석불이며 8세기 전반기의 특징을 잘 나타낸다. 이 시기의 신라조각은 전세기말(前世紀末)의 자연주의적인 경향을 한층 진전시키는 한편 인물의 표현에 일종의 경화, 또는 도식화를 가미하여 불타(佛陀)의 정신적인 면을 강조하려는 노력이 가해진다. 두 석상 모두 대좌로부터 광배까지 모두 한 개의 돌로 이루어진 높이 1.8m의 입상이며 광배 뒷면에 있는 장문(長文)의 명문(開元七年歲次己未)에 의하여 제작년대(720년)와 제작동기가 밝혀지고 있다. 아미타상은 안상(眼象)을 새긴 8각의 대석(台石) 위 원형앙련석좌(圓形仰蓮石座) 위에 세워졌으며 뒤에는 단순화된 화염문(火炎文)으로 주연(周緣)을 장식한 큰 주형광배(舟形光背)가 서 있다. 불상의 얼굴은 넓고 사각형이며 종래에 볼 수 없던 특수한 통일신라시대의 불안(佛顔)을 보인다. 체구는 뚱뚱하고 두 어깨에 특히 힘이 가해지는데 전신을 두터운 통견의(通肩衣)가 덮고 있으며 그 의첩이 부드러운 것 같으면서 경화되어 신체의 굴곡을 거의 감춘다. 이 불상은 다음 시대의 공식화된 허다한 입상의 출발점이 된다는 데서 매우 중요한 의미를 갖는다. 미륵보살입상은 대좌, 광배 모두 아미타입상과 같으나 연판(蓮瓣)에 꽃무늬를 넣어 장식성을 가한 것이 눈에 띄며 얼굴과 상반신의 풍만한 모습이 허리를 꺾은 삼곡(三曲) 자세와 함께 어딘지 인도(印度)의 조각을 연상케 하는 특색을 지녔다.
금제아미타좌상 및 석가입상(金製阿彌陀坐像－釋迦立像)
경주 구황리(九黃里)의 삼층석탑에서 나온 금동사리함(金銅舍利函)에서 발견됐는데 연대가 확실하고 순금제라는 외에 조각적으로는 수작(秀作)이 못된다. 사리함의 명문에 의하여 그 제작년대는 석가입상의 경우 692년이나 그 이전 즉 7세기 후반의 것으로 생각되며 아미타좌상은 760년이나 그 이전의 어느해로 보는데 양식으로 보아 8세기 초의 것으로 추측된다. 석가입상은 눈을 크게 뜨고 웃는 모습이나 의습의 형식이 삼국불(三國佛)을 연상케 할 정도이다. 거기 비하면 아미타좌상은 얼굴도 달라지고 의습이나 기타 모두가 당불(唐佛)의 영향이 역연하다. 이렇게 복잡하고 사실적이면서 실은 도식화된 것 같은 의첩의 처리 방법이 8세기 불상들의 전형(典型)이 되었다고도 할 수 있다.
간송미술관장 금동여래입상(澗松美術館藏 金銅如來立像)
높이 38.2m의 여래상으로 천의를 걸치고 허리를 비틀고 있는 점이 특이하다. 나발(螺髮의 머리부분이 크고 눈이 옆으로 긴 점등으로 보아 8세기 전반기쯤의 작품으로 추측된다(故 澗松 全塋弼씨 소장품).
금동약사여래입상(金銅藥師如來立像)
국립박물관 소장으로 높이 29cm. 좌는 결실되었고 대좌에 꽂혔던 촉(觸)이 두 발밑에 하나씩 끼어 있다. 전신에 드리운 의첩 속으로 육체의 윤곽이 드러나 보이는 듯한 표현으로 풍만한 전신의 균제(均齊)된 아름다움과 사실적인 작품이 성당불(盛唐佛)의 영향을 보이면서 동시에 산라인의 뛰어난 솜씨와 연금술(鍊金術)을 짐작하게 하는 조각이다. 체구에 비해 머리가 큰 편이나 잘 조화되고 있다.
석굴암 본존상 및 군상(石窟庵 本尊像－群像)
8세기 중엽의 신라조각의 절정을 이루는 외형(外形)과 내면(內面)의 미를 융합한 종교조각 석굴암은 경주 근교의 토함산(土含山) 기슭에 있으며 김대성(金大成)에 의해 축조되었는데 여기 조각들은 6세기에서부터 시작하여 2세기에 걸쳐 연마된 신라인들의 조각기술을 총 집합하고 결산한 느낌이 든다. 높이 10m의 석굴로 된 궁륭형 주실 중앙의 대좌에 아미타여래(阿彌陀 如來：本尊像)를 모시고 주위의 벽에는 십일면 관음(十一面 觀音)을 비롯하여 십대제자(十大弟子), 보살(菩薩), 사천왕(四天王), 팔부신중(八部神衆)등 39체의 불상을 부각(浮刻)했고 천장에도 10개의 작은 감실(龕室)을 두어 각기 보살과 거사(居士)를 안치했다. 서방정토(西方淨土)에 있는 아미타불은 짐짓 미소로 눈을 감고 강마촉지(降魔觸地)의 손짓을 하고 있는데 어느 방향에서 보아도 당당한 체구이며 신체 각 부분의 비율에 조금도 결점이 없다. 얼굴은 둥글고 힘이 넘쳐 흐르며 그 힘은 두 팔을 통해 손가락 끝까지 가득찬 느낌이다. 길다란 활모양(弧形)이 눈썹 가늘게 뜬 눈, 윤곽이 뚜렷한 입술 등 모두 당(唐)의 천용산석굴(天龍山石窟)이나 보경사(寶慶寺)의 석불들과 기본적으로 통하는 얼굴형이다. 그러나 당의 불상에서 보는 따위의 상상적이고 형식화된 얼굴과는 다르며 무한히 발산하는 혼(魂)과 힘을 가졌다. 이 무한대의 힘이나 볼륨, 그리고 숭고한 장엄미는 자연주의적이면서도 적당히 가해진 부분적 간략(簡略)과 근육의 생략(省略), 또는 의첩의 단순화를 통해서 이루어진 것이라 하겠다. 이러한 점은 주위의 여러 군상에서도 볼 수 있다. 어떠한 보살이건 그 육체와 천의가 부드럽고 석면(石面)이면서 피가 통하는 느낌을 준다. 그러나 그 철저한 사실표현에서 오는 관능적이고 속(俗)된 점을 불식하고 높은 품격과 정신적인 아름다움을 발산하게 하는 것은 이목구비의 부분적인 경화(硬化)와 함께 하반신을 덮은 어딘지 도식화된 의첩(衣褶)의 표현인 것이다. 이 자연주의와 추상주의적인 경향의 신묘한 조화는 이 작품들이 비단 조형감각만의 소산(所産)이 아니고 높은 불교적 이상(理想)의 소산임을 입증하는 것이 된다. 이러한 불교적 이상의 정밀(靜謐)·신비·조화의 세계를 석굴암 이후의 조공(彫工)들은 유지하지 못했기에 시대가 내려가면서 점점 굳어지고 무서워지고 무표정해지고 차디 찬, 형식적인 불안(佛顔)으로 기울어져서 후대(後代) 조각의 타락상을 보이고 만다. 따라서 석굴암의 불상들은 그러한 하강(下降)이 시작되기 전의 고비에 서 있는 분수령(分水嶺) 같은 존재라고 하겠다.
석불두(石佛頭)
국립박물관 소장. 머리만 남아 있으며 8세기 중엽이나 후반기 초에 만들어진 최대 걸작의 하나. 마멸(磨滅)이 심해 세부가 뚜렷하지 않으나 석굴암 본존상이 보이는 저 당당한 힘 대신에 무한한 자비와 법열(法悅)을 보여주는 작품이다. 신비스러운 미소를 띤 표정과 두 뺨의 모델링 등이 모두 신기(神技)에 가까운 솜씨이다.
백률사 동조여래입상(柏栗寺 銅造如來立像)
높이 1.8m, 두 손을 결실한 외에는 완전한 입상이며 넓적한 얼굴, 맥이 빠져 축 늘어진 천의의 주름, 그 밑에 엿보이는 힘없는 체구 등 그러면서 아직 전적으로 경화, 형식화되지 않은 인상이 8세기 후반이나 아니면 9세기 초경의 신라동불을 잘 보여주고 있다. 8세기말부터 9세기에 걸쳐서 많이 만들어진 이러한 약사불(藥師佛)의 유행은 아마 당시 계속되었던 흉작, 질병과 관계가 있으리라고 생각된다. 이 신라불의 얼굴은 중국이나 일본불과 다른 신라적인 얼굴이며 바로 한국인의 얼굴이기도 하다(경주박물관 소장).
동조약사여래입상(銅造藥師如來立像)
영주 부석사에서 발견되었으며 높이 20㎝의 동조불상이다. 인물의 세부(細部)를 뜯어보면 인간적인 자연스러움이 없고 불안(佛顔)으로서 공식화된 얼굴이며 석굴암 본존상의 얼굴을 형식화한 것임이 드러나는 9세기 전반부의 작품경향을 시사한다(국립박물관 소장).
비로자나좌상(比盧遮那坐像)
통일신라시대 말기인 9세기 중엽 이후 만들어지기 시작한 철불의 예이다. ① 보림사(寶林寺) 소장, 비로자나좌상－전라남도 장흥군 유치면 보림사에 있으며 높이 2.5m, 뒷면에 있는 명문(銘文)에 대중(大中) 12년(858)의 연대가 있어 중요하며 9세기 후반부 신라불상의 모습을 잘 반영한다. 체구는 전대(前代)의 전통을 이어 가냘픈 편이고 천의의 의첩 처리가 불문명하다. ② 도피안사(到彼岸寺) 소장, 비로자나좌상－강원도 철원군 관우리(鐵原郡 觀雨里) 도피안사에 있으며 보림사의 철불에서 보이는 의첩의 혼란된 처리를 평행선의 정리로서 새로운 질서를 주는데 성공하고 있다. 그러나 머리는 역시 전자(前者)와 마찬가지로 육계·두부(頭部)의 구별이 없어지고 갸름한 얼굴과 함께 머리의 모든 모양이 계란형(鷄卵形) 또는 타원형으로 되어 있다.
신라부도의 형성(新羅浮屠－形成)
부도(浮屠＝浮圖)는 원래 Buddha(佛) 또는 Stupa라는 말이며 뒤의 경우는 탑파(塔婆)를 뜻하는데 우리나라에서는 일반적으로 고승(高僧)의 유골이나 사리(舍利)를 넣는 석등형(石燈形) 또는 석종형(石鍾形) 사리탑을 지칭한다. 신라의 부도는 그 기본형식이 이른바 팔각당식(八角堂式)이며 그 밖에 오직 한 가지 예로 석종형 부도가 남아 있다. 형식면에 있어서는 당대(唐代)의 사리탑에서 출발하고 있으나 세부에서 변형을 가해 신라식 부도를 완성한 것으로 보인다. 형식의 변천을 명확히 고증하기는 힘들며 대체로 시대가 내려갈수록 기단부(基壇部)의 크기가 커지고 장식이 번잡해지는 경향이 보인다. 팔각당식 부도의 구조는 밑으로부터 <方形地臺石－八角下臺石－八角竿石(또는 中臺石)－八角上臺石－八角塔身받침(座石)－八角塔身石－八角屋蓋石－相輪部>의 순서로 구성되는데 상대석에는 보통 복련(伏蓮)을 돌리지만 하대석이나 하대석 위에 얹는 간석(竿石)받침 주위에는 ① 사자(獅子)를 새긴 것 ② 연문(蓮文)을 새긴 것 ③ 운문(雲文) 또는 운룡문(雲龍文)을 새긴 것 등으로 나뉘며 두 가지 이상을 혼용하는 경우도 있다.
흥법사 염거화상부도(興法寺 廉巨和尙浮屠)
팔각당형의 부도 중 가장 오래고 건립 연대가 확실하며 844년 신라 특유의 오리지널한 양식을 보이는 귀중한 작품이다. 높이는 1.67m로 상륜부(上輪部)가 없어진 외에 완품(完品)에 가깝다. 각 부분이 모두 팔각(八角)인데 하대석에는 사자 모양을 양각하였고 연화하대(蓮花下臺) 위에 놓인 간석면(竿石面)에는 신장(神將)의 좌상을 새겼으며 탑신에는 문비(門扉) 모양과 신장의 입상을 조각하였다. 옥개(屋蓋)는 목조건물의 양식을 충실히 모각(模刻)하고 그 밑에 비천문(飛天文)이 새겨졌다. 전체의 규모는 작으나 짜임새 있고 아담하며 조각 솜씨가 우아할 뿐 아니라 고전적인 장중함마저 느끼게 한다.(강원도 原城郡에서 발견되었고 현재 경복궁에 있음.)
석등의 3형식(石燈－三形式)
통일신라시대의 석등은 간석(竿石)의 모양에 따라 세 가지로 구분한다. ① 고복석형식(鼓腹石形式)－비교적 초기의 석등형식이며 부도에서 본 것처럼 짧은 8각형 간석에서 발전한 것으로 구례(球禮)의 화엄사 각황전 석등이 이의 좋은 예이다. ② 사자형간석(獅子形竿石)－사자탑(獅子塔)에서 볼 수 있듯이 우주(隅柱) 대신으로 사자모양을 세운 형식이며 현재 덕수궁 안에 있는 중흥산성 쌍사석등(中興山城雙獅石燈)이나 법주사(法住寺)의 석등에서도 볼 수 있다. ③ 팔각주간석(八角柱竿石)－통일신라 최후의 석등형식이며 고려시대의 석등이 주로 이 형식을 많이 따른다. 대표적인 예로는 부석사 무량수전(浮石寺 無量壽殿) 앞 석등이 있다.

## 고려시대의 조각
고려 불상의 특색(高麗佛像－特色)
고려의 불교는 신라와는 달리 도교적(道敎的)인 요소가 섞여서 참위지리(讖緯地理)의 풍수설(風水說)이 가미되어 크게 인심을 지배하였다. 예배 대상으로서의 불상에 관심을 두기보다는 오히려 그것을 경시하는 선종(禪宗) 불교의 유행과 사경(寫經)이 성행하여 승려들은 좌선(座禪)과 염불에 몰두하고 대장경(大藏經)을 간행한다든지 대법회(大法會)를 여는 일이 잦았다. 이 때문에 불상의 수요(需要)가 줄어들게 되고 불교 정신이 저조하여 그에 따라 조형(造形)정신의 해이를 초래하게 된다. 즉 원숙한 인체의 사실과 고조된 불교 이상이 조화되어 숭고한 신격미(神格美)를 이루었던 신라 조각의 경우와는 달리 그 높은 정신을 저버린 채 사실 기법만을 추종하고 종래에는 그 사실 능력마저 단순한 되풀이 속에서 타락하여 불상은 인형적(人形的)인 속된 것으로 되어 버린다. 전반적으로 조각 기술이 떨어지는 동시에 특히 대형(大形) 조각에서 퇴화(退化)의 모습이 현저하다. 재료상으로 보면 초기에는 신라 말의 경향을 계승하여 철불(鐵佛)이 많이 만들어지고 대형의 석불·마애불(磨崖佛)들이 제작되었으며, 따로 전기(全期)를 통해서 소불(塑佛)·목불·소형의 동불들도 만들어졌다. 재료가 귀한 탓인지 동불의 제작이 신라에 비해 현저히 줄어들고 극히 소수이기는 하나 협저칠불(夾紵漆佛)이 만들어진 것도 하나의 특색이라 할 수 있다.
고려 불상의 변천(高麗佛像－變遷)
고려 불상의 양식적인 변천은 대개 3기로 나눌 수 있다. 제1기의 불상은 신라의 전통을 이으면서 동시에 새로운 자연주의가 중부지역에서 일어나고, 신라의 고토(故土)인 영남지방에서는 신라 이래로 잠재해 온 추상적인 경향이 신라 말의 기술퇴화와 합쳐 새로 경화(硬化)된 모습으로 나타난다든지 하여 이같이 상반된 유파(流派)의 병행, 또는 공존으로 특징지워진다. 종류는 신라와 마찬가지로 여래형(如來形), 보살형(菩薩形)이 가장 많고 재료는 금동·석조·소조 등이 포함된다. 특히 석조에 있어서 거상(巨像)의 조착(造鑿)을 볼 수 있는 점, 신라 말기의 연장으로 보이는 철불(鐵佛)의 주조, 조각형태에서 입상보다 좌상이 많이 만들어진 점 등이 주목된다. 제2기는 송(宋) 조각의 영향이 보이는 시기로 당시의 송나라 사신 서긍(徐兢)의 <고려도경(高麗圖經)>이나 <고려사(高麗史)>의 기록에도 송의 불상양식이 고려의 조각에 깊이 관여했음이 나타나고 있다. 제3기는 몽고(蒙古＝元)가 침입한 13세기 초엽을 기점으로 전개되는데 자연주의가 후퇴하고 원(元)의 영향 아래 소형 불상들이 새로운 활력을 가지고 유행하는 것이 눈에 띈다.
철조 석가여래좌상(鐵造釋迦如來坐像)
높이 2.8m의 고려시대로서는 예외적으로 큰 불상이며 원래 경기도 광주군 하사창리의 폐사지(廢寺址)에 있던 것을 덕수궁 미술관으로 옮겨 보관하고 있다. 얼굴 모습이나 손(手) 모양, 자세, 편단우견(偏袒右肩)의 천의의 모습과 주름 등 모두 석굴암의 본존상을 충실히 모방하고 있어 건립 연대를 통일신라시대로 보아 왔으나 지나치게 긴 눈, 예리한 눈썹, 입술의 윤곽 등 추상적인 경향이 뚜렷한 점, 또 최근에 원소재지에서 고려시대의 안상(眼象)을 새긴 석불좌(石佛座)가 발견된 점 등으로 고려 초기의 불상으로 심증을 굳히게 되었다. 신라 불상을 충실하게 재현하려는 노력이 엿보이는 고려 초기의 복고적인 특색을 보이는 작품이라 하겠다.
소조 아미타여래좌상(塑彫阿彌陀如來坐像)
부석사(浮石寺)에 있는 높이 2.7m의 고려시대 유일한 소상(塑像). 건립 연대나 자세는 광주의 철조 석가여래좌상과 같다. 소조인 만큼 모델링이 부드럽고 온화한 인상과 위엄을 동시에 갖춘 조상이다. 불상은 토심(土心)에 칠금(漆金)을 입혔고 광배(光背)는 목판 위에 흙을 입힌 것으로 풍만한 얼굴과 두 어깨, 그리고 의첩(衣褶) 등에 소조의 특색이 잘 나타나고 있다. 이 천의의 주름은 보림사(寶林寺)의 철불(昆盧遮那坐像) 같은 신라 말기 형식에서 출발하고 있으나 더 정연하게 되어 있으며 굵은 입술과 광배만 아니면 신라 말기까지 연대를 올릴 수 있는 작품이다.
국립박물관 소장 철조여래좌상(國立博物館所藏 鐵造如來坐像)
고려 초기의 추상적인 경향을 보이는 불상. 체구·의습 등은 사실적인 수법을 보이고 있어 자연주의적인 요소를 가미했으나 안면(顔面) 묘사에서 변형된 형태를 보인다.
충주 대원사 철조여래좌상(忠州大圓寺 鐵造如來坐像)
가장 추상화된 양식을 띤 철불이며 사찰고기(寺刹古記)에 의하면 인종(仁宗) 23년(1145년)에 만든 것으로 되어 있다. 높이 1m의 중형 불상이며 눈이 길고 깊고 넓게 곡선을 그으며 퍼졌고 이례적으로 입은 일본 불상에서 보이는 八형 이어서 주목된다. 체구도 경직(硬直)된 모습인데 좌우대칭으로 도식화된 의문(衣紋)이 둘러 있어 전체적으로 본 불상의 인상이 성화(聖化)된 모습이라기보다 악인 악마를 습복한 것 같은 신비스럽고도 절대적인 존재로 느껴진다. 이는 고려 초에 유행한 밀교(密敎)의 정신과도 통하며 고려 불교의 성격을 반영한 것이기도 하다.
관촉사 미륵보살입상(灌燭寺 彌勒菩薩立像)
충청남도 은진에 있는 높이 18m나 되는 한국 최대의 석조불상. 부여의 대조사(大鳥寺) 석조 미륵보살입상이나 안동 이천동(泥川洞)의 석불과 같은 경향의 추상적인 조각이다. 거대한 암석을 이용한 거상(巨像)이라는 외에 기법 자체는 졸렬하고 석재를 다루는 능력을 상실한 데서 오는 무계획하고 체념적인 작품이라 할 수 있다. 요부(腰部) 아래와 위가 두 개의 암석으로 나뉘며 머리 부분을 기형적으로 크게 다루었기 때문에 보는 사람에게 외포(畏怖)의 느낌을 주는 주술적인 효과는 있을지언정 예술상의 가치는 감소되고 있다.
마애불(磨崖佛)
고려의 마애불은 일반적으로 추상화된 모델링을 보이며 표정은 냉랭하고 기형적으로 거대화한 신체 세부를 통해 정신적인 위압감을 주는 것을 특색으로 한다. 대표적인 마애불로 북한산 구기리 승가사(僧迦寺)에 있는 석가여래좌상(釋迦如來坐像)을 들 수 있겠는데, 방형의 평평한 얼굴에 길게 옆으로 그어진 눈과 굳게 다문 입 등 강한 의지가 보이나 높은 불교 정신에 힘입어 만들었다기보다는 외구(外寇)의 침입에 대하여 국가의 위급을 구하려는 국민적인 소박한 신앙의 총화(總和)로 봄이 타당할 듯하다. 한편 경기도 광주군 동부면 교리에 있는 약사곡 마애약사여래좌상(藥師谷磨崖藥師如來坐像)은 오른쪽에 <太平二年丁卯>(1022년, 顯宗 13년)의 명기(銘記)가 있는 희유(稀有)한 마애불로서 전체의 인상에서 풍만한 신라 양식을 답습하고 있음이 드러나며, 앙복련판(仰伏蓮瓣)의 이색대좌에 부좌(趺座)하고 있는 불상이다.
대리석제 다라보살좌상(大理石製 多羅菩薩坐像)
강릉의 신복사지(神福寺址) 3층석탑 앞에 있던 것을 국립박물관에 이전하여 보관하고 있는 고려 중기의 석불. 높은 보관(寶冠)을 썼고 미소짓는 얼굴에 풍만한 체구를 지녔다. 양쪽 어깨에 드리운 수발(垂髮), 가슴에 단 영락(瓔珞)·비천(臂釧)·완천(脘釧) 등 장식성이 풍부한 표현은 송(宋) 조각의 영향이 엿보인다. 높이는 92.4m. 같은 계통의 석불로서 오대산 월정사(月精寺)의 약왕보살좌상(藥王菩薩坐像)이 있다.
국립박물관 소장 금동여래좌상(國立博物館所藏 金銅如來坐像)
고려 후기 조각의 특색인 경화된 경향이 보이는 불상. 넓적하고 평평한 얼굴에 위로 치켜올린 눈과 八형의 두꺼운 입술, 낮은 코 등 전반적으로 원(元)의 특색이 보이며, 체구는 건강하지만 두꺼운 옷에 덮여 인간미가 전혀 없이 미신적인 우상으로 느끼게 되는, 이른바 불상화(佛像化)된 조선식 불상에 가깝다. 같은 경향의 작품으로는 전라북도 고창군 선운사(禪雲寺)의 금동보살좌상(金銅菩薩坐像)이 있다.
금동관세음보살좌상(金銅觀世音菩薩坐像)
강원도 춘양군 장연리와 장양면 등에서 출토된 2구의 불상으로 현재 국립박물관에 소장되어 있다. 고려 말기에 만들어진 이들 불상들은 미묘한 영락(瓔珞)을 전신에 덮고 있으며 이중의 연판(蓮瓣)을 두른 대좌의 형식, 급격히 위로 올라간 눈의 표현 등 사실적이며 장식적인 점이 몽고 취향으로 기울어지고 있다. 당시에 원(元)의 공장(工匠)들이 고려로 와서 불상의 주조에 직접 참여하고 있음은 기록으로 나타나는 바이지만 특히 원의 왕실이 금강산을 숭배하는 염(念)이 두터워 금강산을 동방의 영지(靈地)로 믿고 불상이나 경전을 납치(納置)했다 하는데 이들 불상들이 출토된 지점이 금강산 부근이라는 점은 납득할 만한 사실이다.
소조나한두(塑造羅漢頭)
전라남도 해남에서 출토된 것으로 전해지며 현재 동국대학교 박물관에 소장되어 있다. 높이는 12cm. 길게 뻗은 코 끝과 특이한 사실적인 입술, 두 뺨의 근육, 그리고 안구(眼球)를 넣은 듯한 안와(眼窩) 등 종래의 고려 불상에서 볼 수 없는 이국풍조를 나타내고 있는데 중앙아시아 계통의 영향이 아닌가 추측된다.
목제가면(木製假面)
고려시대의 민속무극(民俗舞劇)으로 오늘날까지 전승되어 오는, 이른바 하회 별신굿(河回 別神－)에 쓰였던 목제가면이 우수품으로 다수 전래되고 있는데 경상북도 안동군 풍천면 하회리가 바로 그 전승 지역이다. 이 가면들은 조선시대의 가면들과는 달리 풍부한 표정과 움직임을 가진 것이 특색으로 변형과 과장, 굴곡과 비균형을 통해 광선 밑에서의 효과를 노린다. 세부적으로 보면 거대한 코나 깊숙이 팬 눈두덩 길다란 얼굴 등이 지금까지의 고려 조각과는 다른 하나의 돌연변이의 현상을 느끼게 되는데, 이는 소조나한두에서도 보였듯이 중앙아시아 계통 조각 양식의 흐름이 중국을 거쳐 유입된 것으로 보아야 할 것 같다. 제작 연대를 정확히 실측할 수는 없으나 고려청자가 성하고 고려인들의 미의식이 극도로 발달했던 11-12세기 경으로 추측할 수 있다.
탑식부조(塔飾浮彫)
고려시대 탑파에 장식한 부조로서 중요한 것은 경천사지 십층석탑(敬天寺址十層石塔)의 부조이다. 기단과 탑신의 각부에는 십이지상(十二之相)의 불상·보살·천부(天部)·나한(羅漢)·비구형(比丘形)의 각종 군상(群像)이 장려하게 조각되고 있을 뿐만 아니라 상륜부(相輪部)·옥개(屋蓋)·기둥 두공 등 목조건물의 세부를 변화있게 조각으로 전개시키고 있다. 여기 부조는 원(元)의 표현 형식이 혼입(混入)되어 있음을 보이는데 원공장(元工匠)이 직접 가담하여 만든 전형적인 기준작(基準作)으로서 중요하다.
석의(石儀)
공민왕릉과 왕비릉에 있는 석의 두 쌍은 국내에서 제1위라고 할 만큼 웅려하기는 하나 원공장(元工匠)에 의하여 이루어진 것으로 추측된다. 고려 말기 자연주의적인 조각의 마지막 작품이라 할 수 있겠는데 굴곡 있고 볼륨이 풍부한 신체와 자연스러운 의첩의 표현 등 조선시대 전기의 경화되어 가는 석의와 다르면서 그 조형(祖型)이 되는 점에서 조각사적으로 중요하다.

## 참고 문헌
- 이 문서에는 다음커뮤니케이션(현 카카오)에서 GFDL 또는 CC-SA 라이선스로 배포한 글로벌 세계대백과사전의 내용을 기초로 작성된 글이 포함되어 있습니다.